# Bogdan Lobonţ
Bogdan Ionuţ Lobonţ (født 18. januar 1978 i Hunedoara, Rumænien) er en tidligere rumænsk fodboldspiller, der spillede som målmand. 
Han har spillet for Corvinul Hunedoara, Rapid Bukarest, Ajax, Fiorentina og Roma.

## Landshold
Lobonţ står noteret for 86 kampe for Rumæniens landshold. Han debuterede for holdet i 1998, og har siden da repræsenteret sit land ved både EM i 2000 og EM i 2008. 
Han trak sig tilbage som professionel fodboldspiller den 5. juni 2018 og spillede sin sidste kamp for Rumænien i en 2-0 sejr i en venskabskamp mod Finland.